# Zert
Zert (La Broma) és una pel·lícula txeca de Jaromil Jireš produïda l'any 1968, adaptació de l'obra de Milan Kundera, la Broma.

## Argument
Ludvik Jahn és un estudiant txec. Envia una carta a una amiga a qui intenta seduir, on se'n riu de la ingenuïtat de la seva època. La seva amiga el denuncia, és llavors exclòs de la universitat i enviat a l'exèrcit durant sis anys, a un regiment especial de treballs forçosos. La seva exclusió es votada pels seus camarades de la universitat, entre els quals Pavel Zemánek, un estudiant, que dirigeix i orienta el debat.
Uns quants anys més tard, Ludvik és entrevistat per Helena Zemánková, una periodista de ràdio que s'interessa pel seu treball. Ell té l'ocasió de veure una fotografia del seu marit, i reconeix Pavel. Decideix llavors seduir-la per venjar-se de Pavel.
Després d'haver fet l'amor amb Helena, s'adona que només fa tres anys que viu amb ell. Troba Pavel més tard, amb una jove i que reconeix sense dificultat que a l'època, es condemnaven innocents.

## Repartiment
- Josef Somr: Ludvik Jahn
- Jana Dítětová: Helena Zemánková
- Luděk Munzar: Pavel Zemánek
- Jiří Cimnický: Jiry
- Emil Haluska:
- Jaromír Hanzlík: el tinent
- Josef Hruby
- Michal Knapcik
- Věra Křesadlová: Brozová
- Stanislav Litera
- Jaroslava Obermaierová: Marie
- Michal Pavlata: Jindra
- Miloš Rejchrt: Alexej
- Evald Schorm: Kostka
- Václav Svěrák
- Milà Svrciva: Jaroslav
- Jiří Sýkora
- De elšany Trancík
- Rostislav Volf

## Al voltant de la pel·lícula
- El film s'inscriu en el corrent artístic que ha precedit la Primavera de Praga, anomenat de vegades la Nouvelle Vague txeca.
- El film va estar prohibit als països del bloc soviètic.
- Va assolir el premi de l 'OCIC al Festival Internacional de Cinema de Sant Sebastià